# Collegio di Burnley
Burnley è un collegio elettorale situato nel Lancashire, nel Nord Ovest dell'Inghilterra, e rappresentato alla Camera dei comuni del Parlamento del Regno Unito. Elegge un membro del parlamento con il sistema first-past-the-post, ossia maggioritario a turno unico; l'attuale parlamentare è Oliver Ryan, eletto con il Partito Laburista e Co-Operativo nel 2024, ma sospeso dal partito nel febbraio 2025 nell'ambito di uno scandalo di commenti sui social network. Siede ora come Indipendente.

## Estensione
- 1918-1983: il County Borough di Burnley.
- 1983-1997: il Borough di Burnley.
- 1997-2024: come nel 1983, ma con modifica ai confini, dovuti ai cambiamenti dei confini del borough negli anni '80.
- dal 2024: il borgo di Burnley e i ward di Brierfield East and Clover Hill e  Brierfield West and Reedley del borgo di Pendle.

## Membri del parlamento
| Elezione | Elezione         | Deputato            | Partito             |
| -------- | ---------------- | ------------------- | ------------------- |
|          | 1868             | Richard Shaw        | Liberale            |
| 1876 (S) | Peter Rylands    |                     | Liberale            |
|          | Peter Rylands    | 1886                | Liberale Unionista  |
|          | 1887 (S)         | John Slagg          | Liberale            |
| 1889 (S) | Jabez Balfour    |                     | Liberale            |
| 1893 (S) | Philip Stanhope  |                     | Liberale            |
|          | 1900             | William Mitchell    | Conservatore        |
|          | 1906             | Fred Maddison       | Liberal-laburista   |
|          | Gen 1910         | Gerald Arbuthnot    | Conservatore        |
|          | Dic 1910         | Philip Morrell      | Liberale            |
|          | 1918             | Dan Irving          | Laburista           |
| 1924 (S) | Arthur Henderson |                     | Laburista           |
|          | 1931             | Gordon Campbell     | Liberale Nazionale  |
|          | 1935             | Wilfrid Burke       | Laburista           |
| 1959     | Dan Jones        |                     | Laburista           |
| 1983     | Peter Pike       |                     | Laburista           |
| 2005     | Kitty Ussher     |                     | Laburista           |
|          | 2010             | Gordon Birtwistle   | Liberal Democratici |
|          | 2015             | Julie Cooper        | Laburista           |
|          | 2019             | Antony Higginbotham | Conservatore        |
|          | 2024             | Oliver Ryan         | Laburista Co-Op     |
|          | 2025             | Oliver Ryan         | Indipendente        |

## Elezioni

### Elezioni negli anni 2020
| Partito                    | Partito                                                 | Candidato                  | Risultati 4 luglio 2024 | Risultati 4 luglio 2024 |
| Partito                    | Partito                                                 | Candidato                  | Voti                    | %                       |
| -------------------------- | ------------------------------------------------------- | -------------------------- | ----------------------- | ----------------------- |
|                            | Laburista Co-Op                                         | Oliver Ryan                | 12 598                  | 31,72                   |
|                            | Lib Dem                                                 | Gordon Birtwistle          | 9 178                   | 23,11                   |
|                            | Conservatore                                            | Antony Higginbotham        | 8 058                   | 20,29                   |
|                            | Reform UK                                               | Nathan McCollum            | 7 755                   | 19,52                   |
|                            | Verdi                                                   | Jack Launer                | 1 518                   | 3,82                    |
|                            | Indipendente                                            | Rayyan Fiass               | 292                     | 0,74                    |
|                            | Indipendente                                            | Mitchell Cryer             | 169                     | 0,43                    |
|                            | Indipendente                                            | David Roper                | 151                     | 0,38                    |
|                            |                                                         |                            |                         |                         |
| Iscritti                   | Iscritti                                                | Iscritti                   | 74 951                  | 100,00                  |
| ↳ Votanti (% su iscritti)  | ↳ Votanti (% su iscritti)                               | ↳ Votanti (% su iscritti)  | 39 719                  | 52,99                   |
| ↳ Astenuti (% su iscritti) | ↳ Astenuti (% su iscritti)                              | ↳ Astenuti (% su iscritti) | 35 232                  | 47,01                   |
|                            |                                                         |                            |                         |                         |
|                            | Esito: collegio passa da Conservatore a Laburista Co-Op |                            |                         |                         |

### Elezioni negli anni 2010
| Partito                    | Partito                                           | Candidato                  | Risultati 12 dicembre 2019 | Risultati 12 dicembre 2019 |
| Partito                    | Partito                                           | Candidato                  | Voti                       | %                          |
| -------------------------- | ------------------------------------------------- | -------------------------- | -------------------------- | -------------------------- |
|                            | Conservatore                                      | Antony Higginbotham        | 15 720                     | 40,32                      |
|                            | Laburista                                         | Julie Cooper               | 14 368                     | 36,86                      |
|                            | Lib Dem                                           | Gordon Birtwistle          | 3 501                      | 8,98                       |
|                            | Brexit                                            | Stewart Scott              | 3 362                      | 8,62                       |
|                            | BAPIP                                             | Charlie Briggs             | 1 162                      | 2,98                       |
|                            | Verdi                                             | Laura Fisk                 | 739                        | 1,90                       |
|                            | Indipendente                                      | Karen Helsby Entwistle     | 132                        | 0,34                       |
|                            |                                                   |                            |                            |                            |
| Iscritti                   | Iscritti                                          | Iscritti                   | 64 345                     | 100,00                     |
| ↳ Votanti (% su iscritti)  | ↳ Votanti (% su iscritti)                         | ↳ Votanti (% su iscritti)  | 38 984                     | 60,59                      |
| ↳ Astenuti (% su iscritti) | ↳ Astenuti (% su iscritti)                        | ↳ Astenuti (% su iscritti) | 25 361                     | 39,41                      |
|                            |                                                   |                            |                            |                            |
|                            | Esito: collegio passa da Laburista a Conservatore |                            |                            |                            |

| Partito                    | Partito                                | Candidato                  | Risultati 8 giugno 2017 | Risultati 8 giugno 2017 |
| Partito                    | Partito                                | Candidato                  | Voti                    | %                       |
| -------------------------- | -------------------------------------- | -------------------------- | ----------------------- | ----------------------- |
|                            | Laburista                              | Julie Cooper               | 18 832                  | 46,74                   |
|                            | Conservatore                           | Paul White                 | 12 479                  | 30,97                   |
|                            | Lib Dem                                | Gordon Birtwistle          | 6 046                   | 15,01                   |
|                            | UKIP                                   | Tom Commis                 | 2 472                   | 6,14                    |
|                            | Verdi                                  | Laura Fisk                 | 461                     | 1,14                    |
|                            |                                        |                            |                         |                         |
| Iscritti                   | Iscritti                               | Iscritti                   | 64 774                  | 100,00                  |
| ↳ Votanti (% su iscritti)  | ↳ Votanti (% su iscritti)              | ↳ Votanti (% su iscritti)  | 40 290                  | 62,20                   |
| ↳ Astenuti (% su iscritti) | ↳ Astenuti (% su iscritti)             | ↳ Astenuti (% su iscritti) | 24 484                  | 37,80                   |
|                            |                                        |                            |                         |                         |
|                            | Esito: collegio confermato a Laburista |                            |                         |                         |

| Partito                    | Partito                                      | Candidato                  | Risultati 7 maggio 2015 | Risultati 7 maggio 2015 |
| Partito                    | Partito                                      | Candidato                  | Voti                    | %                       |
| -------------------------- | -------------------------------------------- | -------------------------- | ----------------------- | ----------------------- |
|                            | Laburista                                    | Julie Cooper               | 14 951                  | 37,62                   |
|                            | Lib Dem                                      | Gordon Birtwistle          | 11 707                  | 29,45                   |
|                            | UKIP                                         | Tom Commis                 | 6 864                   | 17,27                   |
|                            | Conservatore                                 | Sarah Cockburn-Price       | 5 374                   | 13,52                   |
|                            | Verdi                                        | Mike Hargreaves            | 850                     | 2,14                    |
|                            |                                              |                            |                         |                         |
| Iscritti                   | Iscritti                                     | Iscritti                   | 64 522                  | 100,00                  |
| ↳ Votanti (% su iscritti)  | ↳ Votanti (% su iscritti)                    | ↳ Votanti (% su iscritti)  | 39 746                  | 61,60                   |
| ↳ Astenuti (% su iscritti) | ↳ Astenuti (% su iscritti)                   | ↳ Astenuti (% su iscritti) | 24 776                  | 38,40                   |
|                            |                                              |                            |                         |                         |
|                            | Esito: collegio passa da Lib Dem a Laburista |                            |                         |                         |

| Partito                    | Partito                                      | Candidato                  | Risultati 6 maggio 2010 | Risultati 6 maggio 2010 |
| Partito                    | Partito                                      | Candidato                  | Voti                    | %                       |
| -------------------------- | -------------------------------------------- | -------------------------- | ----------------------- | ----------------------- |
|                            | Lib Dem                                      | Gordon Birtwistle          | 14 932                  | 35,69                   |
|                            | Laburista                                    | Julie Cooper               | 13 114                  | 31,35                   |
|                            | Conservatore                                 | Richard Ali                | 6 950                   | 16,61                   |
|                            | BNP                                          | Sharon Wilkinson           | 3 747                   | 8,96                    |
|                            | Indipendente                                 | Andrew Brown               | 1 876                   | 4,48                    |
|                            | UKIP                                         | John Wignall               | 929                     | 2,22                    |
|                            | Indipendente                                 | Andrew Hennessey           | 287                     | 0,69                    |
|                            |                                              |                            |                         |                         |
| Iscritti                   | Iscritti                                     | Iscritti                   | 66 632                  | 100,00                  |
| ↳ Votanti (% su iscritti)  | ↳ Votanti (% su iscritti)                    | ↳ Votanti (% su iscritti)  | 41 845                  | 62,80                   |
| ↳ Astenuti (% su iscritti) | ↳ Astenuti (% su iscritti)                   | ↳ Astenuti (% su iscritti) | 24 787                  | 37,20                   |
|                            |                                              |                            |                         |                         |
|                            | Esito: collegio passa da Laburista a Lib Dem |                            |                         |                         |

### Elezioni negli anni 2000
| Partito                    | Partito                                | Candidato                  | Risultati 5 maggio 2005 | Risultati 5 maggio 2005 |
| Partito                    | Partito                                | Candidato                  | Voti                    | %                       |
| -------------------------- | -------------------------------------- | -------------------------- | ----------------------- | ----------------------- |
|                            | Laburista                              | Kitty Ussher               | 14 999                  | 38,48                   |
|                            | Lib Dem                                | Gordon Birtwistle          | 9 221                   | 23,65                   |
|                            | Burnley First Independent              | Harry Brooks               | 5 786                   | 14,84                   |
|                            | Conservatore                           | Yousuf Miah                | 4 206                   | 10,79                   |
|                            | BNP                                    | Len Starr                  | 4 003                   | 10,27                   |
|                            | Indipendente                           | Jeff Slater                | 392                     | 1,01                    |
|                            | UKIP                                   | Robert McDowell            | 376                     | 0,96                    |
|                            |                                        |                            |                         |                         |
| Iscritti                   | Iscritti                               | Iscritti                   | 67 538                  | 100,00                  |
| ↳ Votanti (% su iscritti)  | ↳ Votanti (% su iscritti)              | ↳ Votanti (% su iscritti)  | 39 983                  | 59,20                   |
| ↳ Astenuti (% su iscritti) | ↳ Astenuti (% su iscritti)             | ↳ Astenuti (% su iscritti) | 27 555                  | 40,80                   |
|                            |                                        |                            |                         |                         |
|                            | Esito: collegio confermato a Laburista |                            |                         |                         |

| Partito                    | Partito                                | Candidato                  | Risultati 7 giugno 2001 | Risultati 7 giugno 2001 |
| Partito                    | Partito                                | Candidato                  | Voti                    | %                       |
| -------------------------- | -------------------------------------- | -------------------------- | ----------------------- | ----------------------- |
|                            | Laburista                              | Peter Pike                 | 18 195                  | 49,33                   |
|                            | Conservatore                           | Robert Frost               | 7 697                   | 20,87                   |
|                            | Lib Dem                                | Paul Wright                | 5 975                   | 16,20                   |
|                            | BNP                                    | Steve Smith                | 4 151                   | 11,25                   |
|                            | UKIP                                   | Richard Buttrey            | 866                     | 2,35                    |
|                            |                                        |                            |                         |                         |
| Iscritti                   | Iscritti                               | Iscritti                   | 66 219                  | 100,00                  |
| ↳ Votanti (% su iscritti)  | ↳ Votanti (% su iscritti)              | ↳ Votanti (% su iscritti)  | 36 884                  | 55,70                   |
| ↳ Astenuti (% su iscritti) | ↳ Astenuti (% su iscritti)             | ↳ Astenuti (% su iscritti) | 29 335                  | 44,30                   |
|                            |                                        |                            |                         |                         |
|                            | Esito: collegio confermato a Laburista |                            |                         |                         |

## Risultati dei referendum

### Referendum sulla permanenza del Regno Unito nell'Unione europea del 2016
|             | Collegio | Lasciare UE % | Rimanere in UE % |
| ----------- | -------- | ------------- | ---------------- |
|             | Burnley  | 66,6%         | 33,4%            |
| Inghilterra | 53,3%    | 46,7%         |                  |
| Regno Unito | 51,9%    | 48,1%         |                  |